# Вяйке-Маарья (посёлок)
Вя́йке-Ма́арья (эст. Väike-Maarja) — сельский посёлок в волости Вяйке-Маарья уезда Ляэне-Вирумаа, Эстония. Является административным центром одноимённой волости.

## География и описание
Расположен у шоссе Раквере—Тарту, на пересечении дорог внутреннего значения, ведущих в Тамсалу и Симуна, в 23 километрах от уездного центра — города Раквере. Высота над уровнем моря — 118 метров.
Климат умеренный. Официальный язык — эстонский. Почтовый индекс — 46202.

## Население
По данным переписи населения 2021 года, в Вяйке-Маарья проживали 1604 человека, из них 1535 (96,2 %) — эстонцы.
По данным переписи населения 2011 года, в посёлке насчитывалось 1775 жителей, из них 1716 (96,7 %) — эстонцы.
Численность населения посёлка Вяйке-Маарья:
| Год  | 2000 | 2011   | 2017   | 2018   | 2019   | 2020   | 2021   |
| ---- | ---- | ------ | ------ | ------ | ------ | ------ | ------ |
| Чел. | 2210 | ↘ 1775 | ↘ 1602 | ↘ 1565 | ↗ 1576 | ↘ 1550 | ↗ 1604 |

## История
Населённый пункт получил своё название по приходской церкви Святой Марии; на военно-топографических картах Российской империи (1846–1863 годы), в состав которой входила Эстляндская губерния, она обозначена как цер. Клейн Марiенъ, рядом указано селение Ф. Мариенгофъ. В письменных источниках начала XX века населённый пункт называется деревня Клейн Мариен (рус. Клейнъ Маріенъ), и местечко Мало-Мариен (рус. Мало-Маріенъ, Мѣст.). В народе посёлок обычно называют Маарья.
Современный Вяйке-Маарья начал формироваться как посёлок ремесленников и торговцев со второй половины XIX века и стал большим культурно-образовательным центром. Ещё в начале XX века он состоял из двух частей: из посёлка возле церкви в начале шоссе Симуна и поселения Кассисаба (в 1499 году упомянуто как Katysap by der Nyenkerken) возле кладбища; в 1920-х годах они слились.
В 1961–1963 годах Вяйке-Маарья имел статус посёлка городского типа.

## Инфраструктура
В посёлке есть детский сад, гимназия, музыкальная школа, спортивный центр, молодёжный центр, Народный дом, дом социальной опеки, аптека, 6 магазинов, констебльское отделение, пожарная охрана.
Численность учащихся гимназии Вяйке-Маарья:
| Учебный год | 2002/2003 | 2009/2010 | 2018/2019 |
| ----------- | --------- | --------- | --------- |
| Учащихся    | 645       | ↘ 382     | ↘ 313     |

В центре здоровья (его новое здание было построено в 2008 году) работают 3 семейных врача, медсёстры, акушерка, домашняя сестра. Принимают 5 стоматологов и психолог. Работает Спасательная школа Спасательного колледжа Академии внутренней защиты Эстонии. Имеется регулярное автобусное сообщение с Раквере и с соседними волостями, кроме того, через Вяйке-Маарья проходят междугородние автобусные маршруты Раквере—Тарту и Раквере—Пярну.
В посёлке работает Музей Вяйке-Маарья (открыт в 1988 году) с туристическим инфопунктом. В музейной экспозиции сделан акцент на отражении истории местной школы и жизни во времена существования колхоза «Вяйке-Маарья» (его площадь составляла 9300 гектара, численность работников в 1978 году — 940 человек).
В посёлке действует приход Эстонской евангелическо-лютеранской церкви.

## Известные личности
- Георг Лурих (1876—1920), двукратный чемпион мира по французской борьбе, артист цирка; родился в Вяйке-Маарья.
- Якоб Лийв[эст.] (1859—1938), поэт, прозаик и драматург; работал в Вяйке-Маарья волостным писарем, продавцом книг и банковским служащим.
- Айле Асзони (род. 1975), оперная певица, родилась и училась в Вяйке-Маарья.
- Велло Юрна[эст.] (1959—2007), солист Эстонской национальной оперы; родился и окончил школу в Вяйке-Маарья.
- Алар Котли (1904–1963), архитектор; родился в Вяйке-Маарья.
- Прийт Райк[эст.] (1948—2008), композитор, дирижёр и педагог; родился в Вяйке-Маарья.
- Кайдо Хёвельсон (Баруто) (род. 1984), профессиональный борец сумо и боец смешанных единоборств; родился в Вяйке-Маарья.
- Антон Хансен Таммсааре (1878—1940), писатель; учился в школе Вяйке-Маарья.
- Керсти Мерилаас (1913—1986), поэтесса, переводчица, детский писатель; училась в школе Вяйке-Маарья.
- Куно Паюла[англ.] (род. 1924), архиепископ Эстонской  евангелическо-лютеранской церкви в 1987—1994 годах; учился в гимназии Вяйке-Маарья.

- Ученики и учителя приходской школы
Вяйке-Маарья, 1890 год
- Молодые коммунисты Вяйке-Маарья,
1923—1924 годы
- Офицеры Высшей военной школы у гимназии Вяйке-Маарья, 1937 год
- Вяйке-Маарья в 1940 году (открытка)

## Памятники культуры
- Памятник Эстонской освободительной войне

Посвящён погибшим в Первой мировой войне (86 имён) и Эстонской освободительной войне (38 имён). Открыт 14 июня 1925 года, взорван в 1940 году, восстановлен во времена немецкой оккупации в 1942 году, повторно уничтожен советскими властями в 1944 году, копия памятника открыта 23 июня 1991 года на 50 метров южнее первоначального. Внесён в Государственный регистр памятников культуры Эстонии в 2003 году.
- Общинный дом Вяйке-Маарья

Автор проекта — тартуский строительный инженер Фромхольд Кангро. Построен в 1912 году. Отражает два архитектурных направления в эстонской архитектуре начала 20-го столетия: немецкий хайматстиль и финский югендстиль. Обширный капитальный ремонт был проведён в 1979—1980 годах. Внутреннее убранство создано художниками Таллинского комбината Художественного фонда Эстонской ССР "Ars".
- Памятник Якобу Лийву

Открытие памятника, созданного скульптором Романом Хаавамяги, состоялось 25 сентября 1938 года. Внесён в Государственный регистр памятников культуры Эстонии в 1997 году.
- Церковный сад и церковное кладбище Вяйке-Маарья

Внесены в Государственный регистр памятников культуры Эстонии в 1997 году. Ограда церковного сада относится к началу 19-го столетия и выложена из известняка и бутового камня, на восточной стороне также использованы кирпичи. В церковном саду две часовни. В нескольких метрах к востоку от церкви находится т. н. Немецкая часовня, возведённая в конце 18-го столетия в стиле позднего барокко. Состоит из одного просторного помещения, потолок которого покрыт декором-стукко. В 1998 году была обновлена крыша часовни. Вторая часовня расположена к западу от церкви, временем постройки считается 18-19-е столетия. Часовня больше и скромнее первой; в народе её прозвали Мужицкой часовней (в другом переводе — часовней Деревенщины). Старейшее захоронение датировано 1648 годом.
- Кладбище Вяйке-Маарья

Указом императрицы Екатерины II в 1774 году было открыто новое место упокоения к северу от церкви Святой Девы Марии, между дорогой Амбла и Раквереским шоссе. С последней четверти 18-го столетия на кладбище церковного сада хоронили только членов немецкого прихода, и в народе оно получило название Немецкое кладбище. Новое кладбище сначала стали называть Крестьянским, а с последней четверти 19-го столетия — Эстонским.

## Галерея
- Посёлок Вяйке-Маарья
- Общинный дом Вяйке-Маарья
- Церковь Святой Девы Марии
- Церковная часовня
- Немецкая часовня в церковном саду
- Памятник Якобу Лийву